# Lao She
Lao She (pseudonym för Shū Qìngchūn), född 3 februari 1899 i Peking, död 24 augusti 1966 (självmord) i Peking, var en kinesisk författare av manchuisk härkomst.

## Bakgrund
Lao Shes far tillhörde de den "rena röda fanan" i de manchuiska Åtta fänikorna och tillhörde manchuklanen Sumuru. Han var vakt vid det kejserliga palatset och stupade vid de allierade truppernas undsättning av de utländska legationerna under Boxarupproret i augusti 1900. Hans mor försörjde sedan  sin familj med sömnad och tvätt.

## Biografi
Lao She studerade vid Pekings lärarhögskola i Peking och tog examen 1918. Han arbetade senare som rektor och skolinspektör och tog starkt intryck av Fjärde majrörelsen. Under åren 1925-1930 arbetade han som lärare i kinesiska vid School of Oriental and African Studies i London och skrev då sina första verk. 1930-1937 var han anställd vid Pekings universitet.
Efter den japanska invasionen bildades 1938 "Författarnas och konstnärernas förbund mot den japanska invasionen" och Lao She valdes till ordförande. Efter segen över Japan reste Lao She till USA, där han vistades 1946-1949, men återvände på Zhou Enlais begäran till Kina när kommunisterna tagit makten 1949. Han hade flera höga ämbeten inom kultursektorn. Under kulturrevolutionen drevs han till självmord.

## Författarskap
I romanen Er Ma (De två Ma) skildras med ironi två generationer, den äldre konservative fadern och den progressive och överspände sonen. Lao She var kritisk mot det gamla kinesiska samhällets korruption och dubbelmoral. När han återkom till Kina 1930, blev han bestört när han såg kinesernas maktlöshet och passivitet inför den japanska aggressionen. Han skrev den satiriska dystopin Maocheng Ji (貓城記) "Sagan om Kattstaden" 1933 (på svenska Kattriket, 1977), som gjorde skandal genom att inte skona någon, inte ens revolutionärerna. Det är en parabel med tydliga inslag av science fiction över 1930-talets kinesiska samhälle, där de moraliska och andliga värdenas förfall sedan samarbetet mellan nationalister och kommunister brutit samman kritiseras.
Lao Shes största roman Luotuo Xiangzi, 1937 (En ricksha i Peking, 1946) utkom först som följetong 1936-37. Den filmatiserades 1982. Den handlar om en pojke från landet, som utnyttjas och går under i storstaden. Fyra generationer under ett tak skildrar en familj i Peking under den japanska ockupationen.
Lao She skrev också pjäser, till exempel Tehuset (pjäs) (Chaguan), Fang Zhenzhu (1950) och Longxugou (1951).